# Парабиаго
Парабиа̀го (на италиански: Parabiago, на западноломбардски: Parabiagh, Парабиаг) е град и община в Северна Италия, провинция Милано, регион Ломбардия. Разположен е на 184 m надморска височина. Населението на общината е 26 726 души (към 2012 г.).